# Baśnie i bajki polskie
Baśnie i bajki polskie – serial animowany produkcji polskiej z lat 2002–2017, zrealizowany w Telewizyjnym Studiu Filmów Animowanych w Poznaniu. Serial liczy 39 odcinków.

## Reżyseria
- Zbigniew Kotecki
- Artur Wrotniewski
- Witold Giersz
- Jacek Adamczak
- Andrzej Kukuła
- Robert Turło
- Jacek Kasprzycki

## Scenariusz
- Jacek Adamczak
- Aniela Lubieniecka
- Ewa Jabłońska
- Zbigniew Kotecki
- Anna Dudek

## Aktorzy
- Krzysztof Kołbasiuk – lektor/głosy postaci anim. (2002–2005)
- Wojciech Paszkowski – Antoni, czarnoksiężnik / Czarny / Kacper, smok / Ostroga, smok / treser (głos)
- Łukasz Lewandowski – Królewicz Młody / Zając / Jędrek (głos)
- Brygida Turowska-Szymczak – Jaskółka (głos)  (gościnnie)
- Tomasz Steciuk – Jan, Stary Kruk (głos)
- Mirosława Krajewska – Babcia / Odrzycha / Matka (głos)
- Leszek Zduń – Smykałka / Bartek / Dr Jan / Lutek (głos)
- Krystyna Kozanecka – Mela / Rózia / Emilka / Królewna / Kasztelanówna (głos)
- Katarzyna Tatarak – Królewicz / Maciek / Królowa pszczół, kaczusia / Ptak / Złota kaczka (głos)
- Jacek Czyż – Skibka (głos)
- Anna Apostolakis-Gluzińska – Dziecko / Waluś / Straganiarka / Pokojówka / Jasio / Błażej / Gospodyni (głos)
- Hanna Kinder-Kiss – Witek / Przekupka (głos)
- Tomasz Kozłowicz – Dratewka (głos)
- Agnieszka Kunikowska – Cyganeczka / Królowa mrówek / Zuzia / Królowa (głos)
- Joanna Wizmur – Macocha / Kostucha (głos)
- Teresa Lipowska – Czarownica / Kruk (głosy)
- Tomasz Grochoczyński – Starosta (głos)
- Katarzyna Łaska − królowa utopców; Utopcze niemowlę; Utopczyca; Zosia; Chłopiec; Gospodyni; Dziewczyna
- Joanna Jabłczyńska – Waćpanna
- Jarosław Boberek

## Zdjęcia
- Krzysztof Napierała
- Artur Wrotniewski

## Muzyka
- Marek Kuczyński
- Jerzy Zieleniak
- Marcin Pospieszalski
- Zbigniew Kozub
- Arnold Dąbrowski
- Wacław Juszczyszyn

## Producent wykonawczy
- Ewa Sobolewska

## Montaż
- Krzysztof Napierała

## Spis odcinków
1. Szklana góra
2. Złota kaczka
3. Szewczyk Dratewka
4. O Bartku doktorze
5. Lodowa góra
6. Żywa woda
7. O kowalu i diable
8. Bazyliszek
9. Dwanaście miesięcy
10. Smok wawelski
11. Zaczarowane pantofelki
12. Krawiec Niteczka
13. O królewnie zaklętej w żabie
14. Król kruków
15. Korale czarownicy
16. Złota jabłoń
17. Zuzanka i utopce
18. Zimowe wróżki
19. Kozucha Kłamczucha
20. Pasterz tysiąca zajęcy
21. Bursztynowa korona
22. Szewc Kopytko i kaczor Kwak
23. Czarne licho
24. O Zefliku i smoku
25. Poznańskie koziołki
26. Dar Skarbnika